# بنجة عليا (مقاطعة ديواندرة)
بنجة عليا (بالفارسية: پنجه علیا) هي قرية تقع في قسم قراتورة الريفي (مقاطعة ديواندرة) في إيران. يقدر عدد سكانها بـ 57 نسمة بحسب إحصاء 2016.